# 十大建設
十大建設是指臺灣在1974年至1979年間，為了要改善臺灣的基礎設施及產業升級所提出的一系列重大基礎建設工程，總共分為十大項目，其中有六項是交通運輸建設、三項是重工業建設、一項為能源項目建設，總花費在當時估計達到了新臺幣二千億元至三千億元之間，這些計畫帶領臺灣走出能源危機，加速了當時的經濟及社會的發展，並對台灣經濟奇蹟產生一定的貢獻。
自1965年起，臺灣經濟起飛，工業建設持續擴大，對外貿易開展；但是公共設施及重要原料已無法適應需求，經濟發展面臨受限瓶頸，因此蔣經國制定「穩定當前經濟措施方案」，得以妥切解決。在當時，許多高等級公共基本建設更是匱乏欠缺，如高速道路、港埠、機場、發電廠等。1973年10月，全球發生第一次石油危機，油價上漲、物資短缺，導致各國通貨膨脹。受到全球經濟不景氣的影響，為提升跟深化總體經濟發展，行政院院長蔣經國開始推行10項大型基礎建設計劃。

## 內容
十大建設包含六項交通建設、三項重工業建設和一項能源建設，這些建設對於台灣的經濟發展產生了深遠影響，被視為台灣經濟奇蹟的奠基石。

### 交通建設

#### 南北高速公路（中山高速公路）
南北高速公路（中山高速公路，即國道一號）北起基隆，南至高雄，中以支線連接桃園國際機場，全長373公里。1971年8月14日開工，1974年7月部分路段率先通車，1978年10月高速公路全線正式通車。
中山高速公路總共建造了75座交流道、2座隧道、349座橋梁，使用了3,231公頃的土地，總預算約429億，其中81億為國際貸款。

#### 中正國際機場（今桃園國際機場）
由於臺北松山機場的運量趨於飽和，1969年正式選定中華民國空軍桃園基地西側埤塘區域空地，另新建占地1,223公頃的中正國際機場（今桃園國際機場)。

#### 鐵路電氣化
因1972年至1973年期間，台灣對外貿易發達，而國營鐵路臺灣鐵路管理局 現臺灣鐵路股份有限公司面對公路運輸的競爭，受限於蒸汽火車、柴油客車，產生動力輸出不足而影響車次增加量，造成乘車擁擠、經常誤點、貨物難以消化等窘境，為解決客貨運量的增加，因此在1973年起計畫電氣化工程，施行範圍以西部幹線縱貫線全線（基隆－高雄間）進行架設1,153公里長高架電車線，採既有路線施工（邊施工、邊營運），分段送電，1979年6月27日全線完工通電試車竣事，同年7月1日在高雄車站舉行通車典禮，次日全線電氣化正式啟用。
鐵路電氣化總共分基隆至竹南段、竹南至彰化段（山、海線同時施作）、彰化至高雄段等三期工程，總預算約230.8億，其中包含台鐵自籌7.7億、發行公債62億、國外借款108.1億、國際借款41.5億、關稅11.5億等。

#### 北迴鐵路
為使東部鐵路幹線與西部接軌，將花蓮車站移至花蓮市豐川現址，興建花蓮（新）車站至宜蘭線南聖湖車站（今 蘇澳新站）之單線新線。1979年12月完工，1980年2月1日全線通車。
北迴鐵路建有81.6公里幹線、5.7公里新線，20公尺以上大橋22座、16座隧道、設14站，總預算約74億元。

#### 臺中港
由於台灣進出口長期仰賴高雄港與基隆港兩港，兩港無法負荷，船舶等待時間增加，在淡水、台中、蘇澳選址後，決定於台中市梧棲區為新港港址，命名「臺中港」。台中港建設初期以「兩個十年計畫」為名，希望發展為兼具商、漁、工業等功能的多功能人工港，第一期工程部分於1971年7月展開細部計畫、1973年10月完成細部計畫，於1973年11月動工、1976年10月完工，建造7,900公尺的堤防與護岸、深水碼頭7座，提供280萬噸的服務容量。
第一期總預算約57億元，實際支用56.2億元。

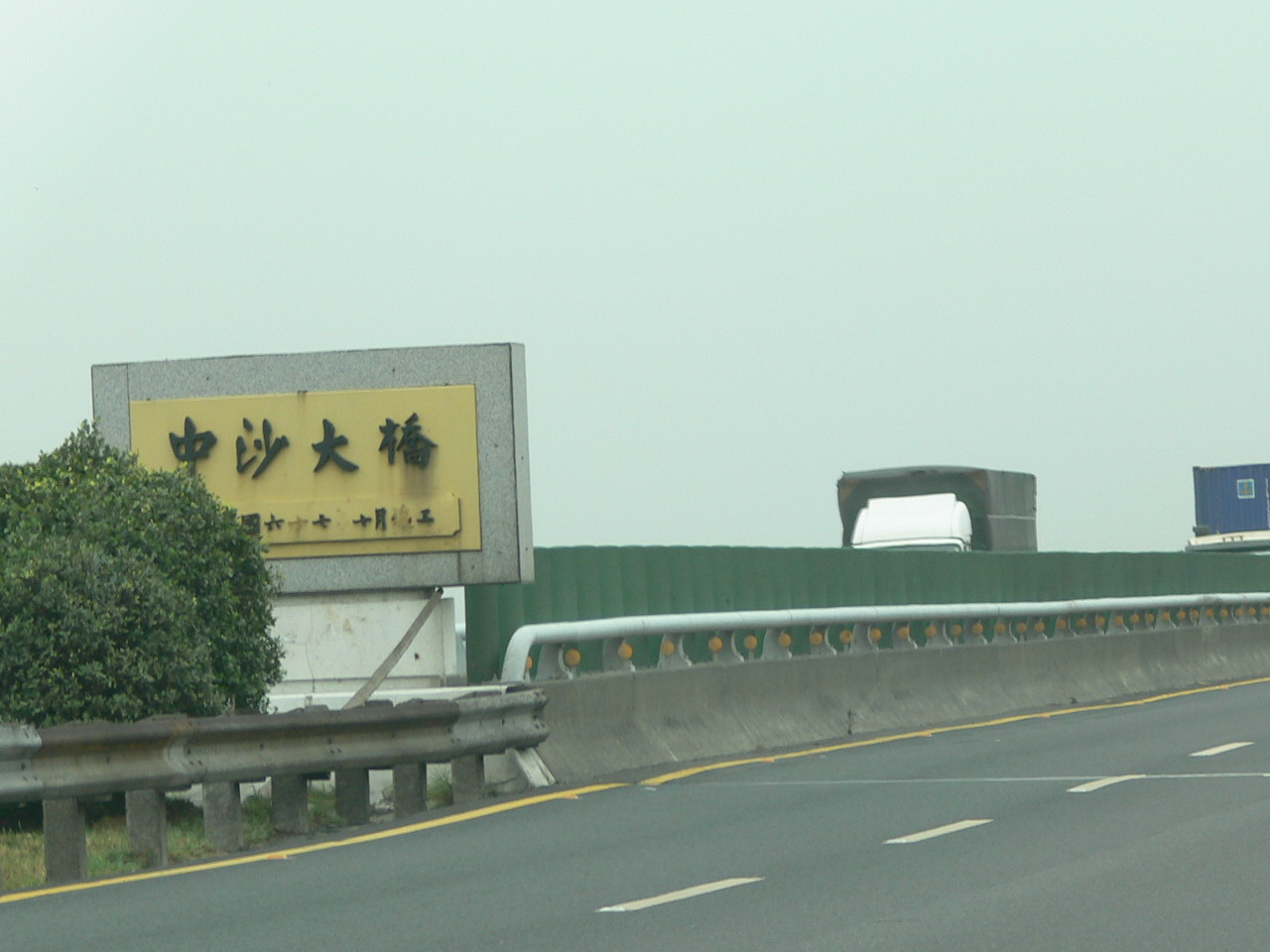
中沙大橋

#### 蘇澳港
日治時期，台灣總督府於南方澳開闢南方澳漁港與內埤漁港；二次大戰末期原有意闢建國際港，後因日本戰敗而中斷。
隨著臺灣國際貿易的不斷擴展，導致北部主要港口基隆港運量壅塞更加嚴峻，政府考量須其他港口幫助其紓解交通量，因此於1972年核定將此港設定為基隆港的輔助港，1973年正式決定闢建新港，並命名為「蘇澳港」。
蘇澳港主要分二期推動，一期工程於1975年動工、1978年完工，預算44億；而二期工程則於1979年動工、1983年完工，預算37.5億。蘇澳港直至完工，原預計耗費81.5億元，實際花費79.8億元，由中華民國政府預算全額支應，完工後年服務能量約1,000萬噸。

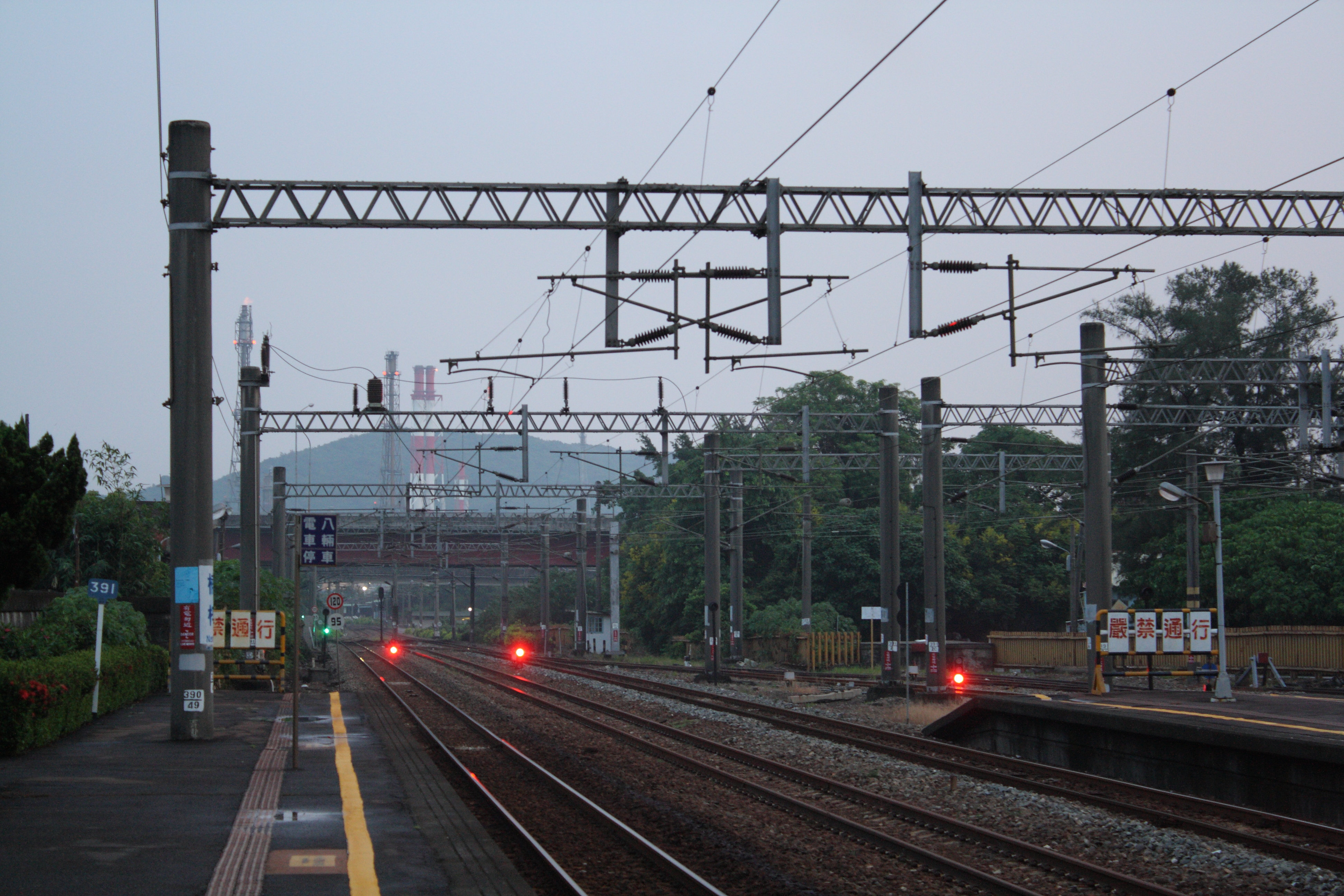
台鐵電氣化

### 重工業建設

#### 大煉鋼廠（中國鋼鐵公司）
即中鋼公司，為了防止依賴外國鋼品太深，減輕外匯負擔，並解除過去因鋼源不一，影響產品精度的缺點，遂決定興建一貫作業煉鋼場，於是出資興辦中國鋼鐵公司，並將其納入十大建設之一。中鋼的一貫作業煉鋼場，占地約480公頃，位於高雄臨海第四工業區，濱臨高雄港第二港口，自遠洋輸入原料後，可逕泊廠區碼頭起卸，節省運費與轉運成本。

#### 大造船廠（中船高雄總廠）
即中國造船公司（今名台灣國際造船），該廠的設立肩負支持航運、貿易、國防及發展關聯工業多目標之基本任務。於1975年建廠同時，即承建美商44萬5千載重噸超級油輪，同時也合併原位於基隆的台灣造船公司為其基隆總廠。

#### 石油化學工業
即台灣中油公司，在高雄縣開發兩處石化工業區—「仁大石化工業區」和「林園石化工業區」。中國石油公司煉油總廠的興建對於台灣的塑膠、合成橡膠、合成纖維及化學品工業之發展而言，不僅減少國內工業對外之依存性，且將增加下游加工產品在外銷上的競爭力。

### 能源建設

#### 核能發電廠（第一核能發電廠）
第一核能發電廠共有兩部機組，其裝置容量各為63.6萬瓩。核能一廠列入十大建設計畫優先興工，兩部機組分別於1977年與1978年完工；第二核能發電廠、第三核能發電廠為核能發電的延伸計畫，後續列入十二大建設計畫，分別於1981年與1984年完工。

## 效益
十大建設在短期內抵抗了台灣因石油危機所造成的經濟不景氣，長期而言則創備現代化的交通設施提供充裕的電力，改善台灣的投資環境，鋼鐵、造船及石化重工業則提高原料的自給程度，降低對外依賴程度，成為工業轉型的基礎，並加速中下游產業發展，促進台灣經濟之策略性產業的發展及工業之全面升級。以中山高速公路而言，基隆至台北的行車時間，即由原本的39分鐘縮短至18分鐘，除了節省時間和金錢外，運量提升並使台灣本島的公路運輸能力提高一倍，亦加速交流道附近的工業區經濟發展。北迴鐵路為國民政府來台第一條興建的鐵路，在北迴線興建前花蓮至台東的台東線一直都是獨立營運，未能與西部幹線相互連結；北迴線完成後，東部幹線終能與西部幹線連接，讓台灣東、西部交通打通，且原先被預估是賠錢路線，興建完工後成為客貨運賺錢路線。
十大建設實行在當時國民經濟所得尚低的臺灣，另外同時期發生第一次石油危機、退出聯合國等外部困境，一次就實行多項重大投資，其實均冒著很大的風險與考量，工業建設能力與巨額經費能不能推動市場尚且是未知數，所以即使是當時台灣政治局勢還未開放的時候，已經遭到輿論界極大的批評和檢視，例如當時興建中山高速公路時，便遭批評是為富人而建設的（因當時大多人並未擁有汽車）。十大建設執行時擔任中華民國財政部部長李國鼎，則以“歪打正著”來形容十大建設帶來的效益。

### 經濟成長
十大建設對台灣當時經濟指標影響極大，根據行政院主計處（今行政院主計總處）公佈資料，中山高速公路於1971年開工後，1974年台灣經濟成長率1.16%，工業成長率 -4.5%，通貨膨脹率 47.5%；1976年經濟成長率13.86%，工業成長率24.4%，通貨膨脹率2.48%。
但馬凱認為，十大建設在緩和國內經濟停滯的同時，帶來高通貨膨脹率的副作用。
| 十大建設帶來的經濟成長 |                        |                              |
| 年份                   | 當年中華民國經濟成長率 | 由十大建設所貢獻的經濟成長率 |
| 1973年                 | 11.9%                  | 0.6%                         |
| 1974年                 | 0.6%                   | 0.03%                        |
| 1975年                 | 2.4%                   | 0.5%                         |
| 1976年                 | 11.5%                  | 2.6%                         |
| 1977年                 | 8.5%                   | 1.3%                         |
| 1978年                 | 12.8%                  | 1.2%                         |

### 就業機會
| 十大建設直接帶來的就業機會 |                |
| 類別                       | 增加的就業機會 |
| 工程師                     | 3,797個        |
| 技術員                     | 3,048個        |
| 領班與監工                 | 2,060個        |
| 技工                       | 55,374個       |
| 普通工                     | 81,800個       |
| 總計                       | 146,079個      |

### 經濟結構改變
| 十大建設期間的GDP組成 |       |      |      |          |        |
| 年份                  | 加總  | 農業 | 工業 | (製造業) | 服務業 |
| 1952年                | 100.0 | 32.2 | 19.7 | (12.9)   | 48.1   |
| 1960年                | 100.0 | 28.5 | 26.9 | (19.1)   | 44.6   |
| 1962年                | 100.0 | 25.0 | 28.2 | (20.0)   | 46.8   |
| 1973年                | 100.0 | 12.1 | 43.8 | (36.8)   | 44.1   |
| 1984年                | 100.0 | 6.3  | 46.2 | (37.6)   | 47.5   |
| 1986年                | 100.0 | 5.5  | 47.6 | (39.7)   | 46.9   |
| 1988年                | 100.0 | 5.0  | 45 7 | (37.8)   | 49.3   |
| 1990年                | 100.0 | 4.3  | 43.0 | (34.1)   | 52.7   |

## 後續
十大建設帶有鮮明計劃經濟色彩，在建設計畫接近尾聲時，中華民國政府亦陸續推出與之類似的計畫方案，如十二項建設、十四項建設、六年國建、新十大建設、愛臺十二建設、前瞻基礎建設計畫等，但由於建設初期的影響性，相較後來漸趨飽和的經濟市場比較起來，皆難以與之相提並論。

## 軼聞
- 當時行政院院長蔣經國宣布“十大建設”時，時任財政部部長李國鼎竟一無所知，許多財經官員事前也被蒙在鼓裡，可以說“十大建設”完全是蔣經國一人決策的結果。李雖事後盡力配合籌措財源，包括向沙烏地阿拉伯籌款，事後李以「好大喜功」、「浮誇」形容這種公共建設。[15]